# 王智慧 (1968年)
王智慧（1968年8月—），男，汉族，河南商水人。中华人民共和国政治人物。在职研究生学历，哲学硕士，中共党员，现任南阳市委书记。

## 生平
1990年毕业于山东大学科社系科学社会主义专业，后进入河南省委政策研究室工作。
2011年8月，任中共南阳市委常委、政法委书记。
2015年11月，任中共南阳市委副书记。
2021年7月，任南阳市人民政府市长。2024年7月，王智慧接替被纪委调查的朱是西出任中共南阳市委书记。